# Lư Vĩnh Tường
Lư Vĩnh Tường, 盧永祥 (22 tháng 10 năm 1867 – 15 tháng 5 năm 1933) là quân phiệt Hoãn hệ, từng giữ chức Đốc quân Chiết Giang, Trực Lệ và Giang Tô.

## Tiểu sử
Lư Vĩnh Tường sinh ngày 22 tháng 10 năm 1867, tại Tế Dương, Sơn Đông. Do quá nghèo khổ, ông gia nhập Hoài quân năm 1890. Năm 1895, ông gia nhập quân Bắc Dương, thăng dần lên chức lữ đoàn trưởng.
Sau khi Trung Hoa Dân Quốc thành lập, Lư được bổ nhiệm làm Tư lệnh Sư đoàn 10 quân Bắc Dương, đóng tại Chiết Giang. Nhờ cùng phe Hoãn hệ với Đoàn Kỳ Thụy, Lư được bổ nhiệm Đốc quân Chiết Giang từ ngày 14 tháng 8 năm 1919 – 7 tháng 9 năm 1924. Gần cuối nhiệm kỳ tại Chiết Giang, ông xung đột với Đốc quân Giang Tô Tề Tiếp Nguyên để giành quyền kiểm soát Thượng Hải, dẫn đến Chiến tranh Giang-Chiết lần thứ 1. Lư bị Tề và đồng minh là Tôn Truyền Phương đánh bại khi Tôn tấn công từ hướng nam. Ngày 13 tháng 10 năm 1924, Lư từ chức và trốn sang Nhật Bản.
Sau Chính biến Bắc Kinh, ngày 11 tháng 11, Đoàn Kỳ Thụy bổ nhiệm Lư làm Đốc quân Trực Lệ. Ông bị thay thế 1 tháng sau đó, rồi lại được bổ nhiệm làm Đốc quân Giang Tô ngày 16 tháng 1 năm 1925 sau khi liên quân Hoãn-Phụng dưới quyền Trương Tông Xương tạm chiếm lại Giang Tô và Thượng Hải. Ông rời nhiệm sở ngày 5 tháng 8 năm 1925, được Dương Vũ Đình do Trương Tác Lâm phái đến thay thế. Khi Tôn Truyền Phương chiếm lại tỉnh này và đánh đuổi Trương Tông Xương, Lư trốn đến Thiên Tân, ẩn cư tại đó đến khi mất năm 1933.